# Ángela Barón
Ángela Daniela Barón (* 18. September 2003 in Keller, Texas) ist eine kolumbianisch-US-amerikanische Fußballspielerin. Die Innenverteidigerin steht aktuell beim Frauenteam Racing Louisville FC in der National Women’s Soccer League unter Vertrag und ist außerdem A-Nationalspielerin ihres Landes.

## Leben
Barón wurde am 18. September 2003 in Keller als Tochter eines US-amerikanischen Vaters und einer kolumbianischen Mutter geboren. Ihre Mutter stammte ursprünglich aus Bogotá.

## Vereinskarriere
Von 2021 bis 2022 spielte sie für die D’Feeters Kicks, ehe sie sich anschließend dem College-Fußballteam der Arizona Wildcats anschloss. Für den Verein spielte sie 12 von 18 möglichen Spielen. Aufgrund ihrer Entscheidung, für die kolumbianische Nationalmannschaft der Frauen auflaufen zu wollen, und weil sie an Turnieren teilnahm, verpasste sie die restlichen Spiele. Zu ihrer Zeit bei den Arizona Wildcats war sie Stammspielerin und bestritt 985 Minuten von möglichen 1080 Minuten.
2022 wechselte sie zur Frauenfußballabteilung des Atlético Nacional aus Medellín. Auch dort konnte sie sich als Stammspielerin etablieren. Im August 2024 schloss sie sich dem Racing Louisville FC in der National Women’s Soccer League an.

## Nationalmannschaftskarriere
Am 13. April 2021 hatte sie ihr A-Länderspieldebüt im Freundschaftsspiel gegen die Auswahl von Ecuador.
Barón vertrat das Team der U 20 von Kolumbien beim Juegos Bolivarianos. Das Turnier schloss man als Turniersieger und Goldmedaillen-Gewinnerinnen ab. Sie spielte bei allen vier Partien mit.
Aufgrund guter Leistungen schaffte sie es in den Kader der A-Nationalmannschaft für die Copa América der Frauen. Im vom 8. Juli 2022 bis zum 30. Juli 2022 ausgetragenen Turnier fungierte Kolumbien als Gastgeber und das Team verlor erst im Finale gegen die Auswahl Brasiliens. Barón blieb während des Turniers ohne Einsatz. Der zweite Platz qualifizierte Kolumbien für die Fußball-Weltmeisterschaft der Frauen 2023 in Australien und Neuseeland.
Am 4. Juli 2023 wurde sie für den finalen Kader bei der Weltmeisterschaft 2023 nominiert, kam jedoch nicht zum Einsatz und schied mit der Mannschaft im Viertelfinale gegen die Engländerinnen aus.
Im Sommer 2024 nahm sie mit der Nationalmannschaft Kolumbiens an den Olympischen Sommerspielen 2024 teil.

## Erfolge
Nationalmannschaft
- 2022: 1. Platz Juegos Bolivarianos 2022 mit der U 20 Kolumbiens
- 2022: 2. Platz Copa América der Frauen 2022 mit A-Team Kolumbiens